# Publius Ovidius Naso
Publius Ovidius Naso, kendt som Ovid (født 20. marts 43 f.Kr., død ca. 17 e. Kr.), var en romersk digter.

## Baggrund
Ovid blev født ind i en velstående ridderfamilie i Sulmona, en by i Apenninerne. Han fortæller selv, at han blev født 20. marts, nøjagtigt et år efter sin bror, og at familien derfor kunne fejre to fødselsdage med én kage. Deraf ved vi, at også romerne kendte til fødselsdagskager. I tolvårsalderen blev han og hans et år ældre bror sendt til Rom for at blive uddannet i jura og retorik. Han fuldførte sin uddannelse i Athen, foretog en rundrejse i Lilleasien og tilbragte et år på Sicilien.

## Forfatterskab
Ovid skrev en række kærlighedsdigte samlet i værket Amores, som indledes med, at han har slanket værket fra fem bind til tre. Han skiftevis priser, bønfalder og kritiserer sin kæreste Corinna, der i øvrigt er gift med en anden, og fremstår som en tænkt figur, opfundet fordi poeten måtte have et objekt for sin digtning. I tredje del af Amores råder han unge mænd til at lære digte af kollegaen Gallus udenad. Han skrev også fiktive kærlighedsbreve på vers i elegisk distikon, Heroides, i mytologiske kvinders navn. Quintilian mente, at Ovids talenter bedst kom frem i hans tragedie Medea, der er gået tabt.
Senere kom en humoristisk håndbog om at finde en kæreste, Ars amatoria, og en håndbog i at slippe af med hende igen, Remedia amoris. Ovids hovedværk er Metamorfoserne, et epos i femten sange, hvor hele verdens historie genfortælles med fokus på det mytologiske stof, og i særdeleshed de myter, der involverer en eller anden form for forvandling. Det mytologiske stof bliver også behandlet i Fasti, en metrisk festkalender, han påbegyndte i sit eksil. Den beskriver fejringen af og mytologien bag de romerske festdage i årets første seks måneder. Metamorfoserne var nær gået tabt, da Ovid af harme over sit eksil smed værket på ilden; men da der allerede var flere kopier i omløb, har værket overlevet.

## Eksil
Ovid døde i landsforvisning i Tomis ved Sortehavet. Årsagen til eksilet er omdiskuteret; måske vidste Ovid for meget, eller måske var hans frivole digtning ganske enkelt en torn i øjet på det augustinske kejserdømme, der arbejdede for en moralsk oprustning blandt borgerne, ikke mindst på ægteskabsområdet. Forslag varierer fra, at han havde set kejserinde Livia Drusilla nøgen, til at han havde besudlet riterne i Isis-kulten, eller stået i forhold til Augustus' datterdatter Julilla. Selv insisterede Ovid dog på, at ingen skandale klæbede til hans navn: "Min muse var lystigere end jeg," dvs. at hans litterære beskrivelser af løse forhold til kvinder var ren digtning. Han og hans tredje kone var på besøg hos venner på Elba, da han blev arresteret. Selv bidrog han ikke med nogen opklaring af sagen, men var så diskret – eller måske så ydmyget – at han kun oplyste at han "havde øjne i hovedet".
Fra sit eksil blev Ovid ved med at sende digte hjem til Rom, Tristia og Epistulae ex Ponto, sikkert til kejserens store fortrydelse. Paul Rubows oversættelse af et af Ovids Tristia-digte om afskeden med hjembyen:
Ak, når jeg ser for mit øje den skumle nat, da jeg måtte
sige for stedse farvel til den velsignede by.
Da jeg fra hus og fra hjem og fra venner grumt måtte vristes,
da må jeg frit give løb for min tungsindige gråd.
Ovid anråbte kejser Augustus med en servilitet, som gjorde Voltaire så opbragt, at han ikke kunne tilgive disse vers. Hellere end at skrive dem, burde Ovid ifølge Voltaire have sejlet over til perserne og slået sig ned hos dem – eller sneget sig hjem til Rom og skaffet Augustus nok en sammensværgelse (den tolvte i rækken) på nakken.
Bosat blandt skytere lærte han sig deres sprog, getisk, så godt, at han skrev digte på det. Hans emne var igen en lovprisning af kejser Augustus, og lokalbefolkningen var imponeret nok til at ære ham som en skjald. Ovids digte på getisk er imidlertid, i lighed med hele det getiske sprog, gået tabt.

## Eftermæle
Ovids værker blev fjernet fra biblioteket i Rom. Det dårlige ry forfulgte ham længe efter antikken. Alle hans arbejder blev brændt af Girolamo Savonarola i Firenze i 1497; Christopher Marlowes oversættelse af Ars Amatori blev bandlyst i 1599, og ærkebiskoppen af Canterbury og biskoppen af London fik den brændt offentligt; og en anden engelsk oversættelse blev beslaglagt af det amerikanske toldvæsen så sent som i 1930.
Ovid var en marginaliseret forfatter indtil 1000-tallet, hvor munke begyndte at læse ham. I 1100- og 1200-tallet var interessen så stor, at epoken har været omtalt som aetas Ovidiana (= Ovids æra). I 1300-tallet fandt Dante plads til ham i Den Guddommelige Komedie som en af skærsildens dydige hedninger, og omtaler ham fjorten steder i sine forskellige værker. Ovids karakterer genkendes også rundt om i Komedien. I 1300-tallet fik man også en anonym omskrivning af Metamorfoserne, kaldt Ovide moralisé (= Ovid moraliseret). Her er slangen Python læst som Satan, mens Apollon, der dræber den, er et symbol på Kristus. Faeton, Apollons søn, er Antikrist, mens Tiresias, den gamle seer fra Theben, tolkes som en profet fra Det Gamle Testamente. Ovid fungerede også som medicinsk rådgiver, da hans Remedia amoris (= Kur mod kærlighed) tjente som lærebog for lærde som Arnold fra Villanova. Alkymisterne kastede sig over Ovids værker, der blev gjort til "et stenbrud for alkymistens hakke og spade".
Ovid var rigtignok en af hovedkilderne til middelalderens kundskab om antikken, men også kendt som magister Amoris: Derfor måtte han omskrives og allegoriseres for at være passende læsning for munke. Man mente dengang, hans eksil skyldtes tre forhold, "quod ipse concubuit cum Livia, quod vidit Augustum condormientem puero, quod ipse composuit librum de arte amatoria (= at han sov med Livia [kejserinden], at han så Augustus sove med en dreng, og at han skrev bogen om kærlighedens kunst)." Fra ca. 1170 udviklede Arnulf af Orleans en allegorisk tolkning af Ovids værker. Arnulf mente, at filosofi og retorik dannede en bro mellem hedenskab og kristendom ved en fælles stræben efter at forstå verden og udtrykke denne viden. I 1200-tallet udviklede den franske benediktinermunk Pierre Bersuire Ovidius moralizatus (= den moralske Ovid) med tanke på kristen forkyndelse: Satyrer har horn og skulle derfor læses som "biskopper", mens Diana skulle tolkes som jomfru Maria. På den måde omgjorde Bersuire Ovids historier til noget, der kunne flettes ind i prædikener og gøre dem mere underholdende, med en passende moral.
Den islandske præst Kløng Torsteinsson skal i 1100-tallet have haft glæde af at recitere Ovids digte. I en islandsk version af sagaen om trojanerne er lange passager fra heltindebrevene i Heroides oversat og tilpasset beretningen om Trojas fald. På en runepind i Bergen er der en længere indskrift på latin fra Metamorfoserne.
Vergil, Horats og Ovid er, hver på deres måde, den klassiske latinske digtnings mest betydningsfulde repræsentanter. En tradition om Ovid som profet og magiker voksede frem på hans hjemegn ved Sulmona, men bygger i stor grad på ældre sagn, der drejede sig om Vergil. I et sagn fra 1200-tallet fortælles det, at to klerke valfartede til Tomis for at besøge Ovids gravsted. En stemme lød fra graven, og klerkene forhørte sig om, hvilke verselinjer Ovid selv var mest tilfreds med. De ville så bede et fadervor for ham. "Nolo pater noster (= Intet fadervor [for mig])," lød det fra graven. I én version af legenden hedder det, at Ovid på sine ældre dage havde mødt apostlen Johannes, blev omvendt, og endte sin dage som biskop af Tomis og helgen. Derfor havde han heller ikke brug for klerkenes forbøn.

## Værker
- Amores (Kærlighedsdigte)
- Heroides (kaldet: Heltindebrevene)
- Ars amatoria (kaldet: Elskovskunsten)
- Remedium amoris (Midler mod elskov)
- Metamorphoses (Metamorfoser eller Forvandlinger)
- Fasti (kaldet: Den romerske festkalender (da. overs.: 1945))
- Tristia (danske overs.: Ovids bitterligheder (2008), Tre Klagesange(1944))
- Epistulae ex Ponto (kaldet: Breve fra Sortehavet)

### Danske oversættelser

#### Otto Steen Duesnye danske oversættelser
- Ovids bitterligheder : Tristia / akvareller af Peter Brandes. Kbh., Gyldendal, 2008. – 202 sider. – ISBN 978-87-02-07232-7
- Ovids elskovskunst : håndbog i hor / illustreret af Christian Lemmerz. - Kbh., Gyldendal, 2006. – 150 sider. – ISBN 978-87-02-04969-5. - ISBN 8702049694
- Ovids metamorfoser / med indledning, noter og register af Otto Steen Due ; med 30 raderinger af Pablo Picasso. - Kbh., Gyldendal, 2005. – 595 sider, illustreret. - ISBN 87-02-03795-5. – ISBN 87-02-03796-3
  - Særudgave. – Gistrup, Klassikerforeningen, 2005. – 543 sider. – (Klassikerforeningens kildehæfter). – ISBN 87-89504-45-3
  - Bilag: Ledsager / med 30 raderinger af Pablo Picasso. – Kbh., Gyldendal, 2005. – 188 sider. – ISBN 87-02-03794-7. – ISBN 87-02-03796-3
  - Hovedbog + bilag / med 30 raderinger af Pablo Picasso. – ISBN 87-02-03794-7. – ISBN 87-02-03796-3
- Ovids Eskapader : Amores / illustreret af Christian Lemmerz – Kbh., Gyldendal, 2005. – 152 s. – ISBN 8702037785
- Ovids forvandlinger / billedredaktion: Mogens Nykjær. - Viby J., Centrum, 1989. – 595 sider, illustreret. – ISBN 87-583-0524-6
  - 2. udgave, 1. oplag. – Viby J., Centrum, 1996. – 595 sider, illustreret. -ISBN 87-583-0948-9
  - Også med titlen: Forvandlinger. - ISBN 8758305246

#### Andre danske oversættelser
- Midler mod elskov / på dansk ved Kjeld Elkjær ; illustreret af Ebbe Sadolin. – Gyldendal, 1949. – 61 sider, illustreret
  - Ny udgave. – Kbh., Gyldendal, 2001. – 67 sider, illustreret. – ISBN 87-00-48324-9
- Fasti : Ovids almanak og romerske mythologi / gendigtet af Carsten Høeg og Paul V. Rubow. - Gyldendal, 1945. – 171 sider

## Trivia
- Hans Scherfig bruger Ovids beskrivelse af skorpionen i sin roman af samme navn som et billede på samfundssystemet under Edderkoppesagen i slutningen af 1940'erne.

## Tekstkilder
- Digitale faksimiler af middelalderlige Ovidhåndskrifter på Det Kongelige Bibliotek (Metamorphoses; Tristia).